# (733) Моция
(733) Моция (лат. Mocia) — астероид главного пояса, который относится к спектральному классу C. Он был открыт 16 сентября 1912 года немецким астрономом Максом Вольфом в Гейдельбергской обсерватории и назван в честь его сына Мока.

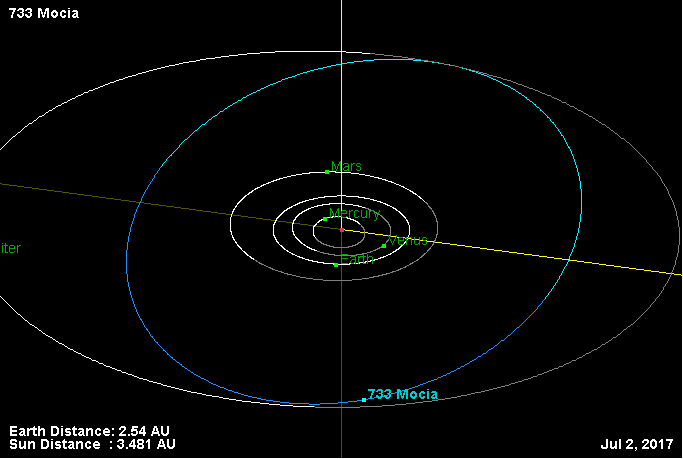
Орбита астероида Моция и его положение в Солнечной системе

Тиссеранов параметр относительно Юпитера — 3,045.